# Ministerium für Industrie und neue Technologien der Republik Kasachstan
Das Ministerium für Industrie und neue Technologien der Republik Kasachstan (kasachisch Қазақстан Республикасының Индустрия және жаңа технологиялар министрлігі, englisch Ministry of industry and innovative technologies of the Republic of Kazakhstan, russisch Министерство индустрии и новых технологий Республики Казахстан) war ein Wirtschaftsministerium
Kasachstans.

## Allgemeines
Das Ministerium für Industrie und neue Technologien der Republik Kasachstan war das zentrale Exekutivorgan der kasachischen Regierung im Bereich der Industrie. Die Gründung des Ministeriums erfolgte im März 2010 im Rahmen einer Regierungsumbildung und Neuorganisation einiger kasachischer Ministerien. So wurden einige Funktionen des aufgelösten Ministeriums für Industrie und Handel auf das Ministerium für Industrie und neue Technologien übertragen.
Am 6. August 2014 wurde das Ministerium aufgelöst und seine Aufgaben dem Ministerium für Investition und Entwicklung der Republik Kasachstan übertragen.

## Minister
| Nr. | Name              | Beginn der Amtszeit | Ende der Amtszeit |
| --- | ----------------- | ------------------- | ----------------- |
| 1   | Ässet Issekeschew | 12. März 2010       | 6. August 2014    |